# Liste der Orte im Besitz des Klosters St. Marienthal
Die Liste umfasst Orte und Teile von Ortschaften, die im Besitz der Zisterzienserinnenabtei Kloster St. Marienthal waren. Das Kloster wurde 1234 in der damals zu Böhmen gehörenden Oberlausitz gegründet. Im Gegensatz zu den Gemeinden der Umgebung blieben einige Ortschaften auch nach der Reformation katholisch (insbesondere Blumberg, Grunau, Königshain, Rusdorf, Schönfeld und der Klosteranteil von Seitendorf), während andere evangelisch wurden. Ab etwa 1560 waren die Orte einem Administrator des Bistums Meißen mit Sitz in Bautzen am Dom St. Petri unterstellt. Der erste Administrator der Ober- und Niederlausitz war Johann Leisentrit. Die Stiftsorte kamen im Prager Frieden 1635 zusammen mit der Oberlausitz zum Kurfürstentum Sachsen.
Ab 1815 wurden durch die Beschlüsse des Wiener Kongresses über 40 % der Orte infolge der Teilung des Königreiches Sachsen preußisch und gehörten ab 1821 durch die päpstliche Bulle De salute animarum zum Erzbistum Breslau. Das Restgebiet des Bistums Meißen in der sächsischen Oberlausitz wurde häufig als Apostolische Präfektur (Ober-)Lausitz bezeichnet und ging in das 1921 wiedererrichtete Bistum mit Sitz in Bautzen über. Die Orte östlich der Lausitzer Neiße liegen heute in der Republik Polen.
- Karte mit allen Koordinaten:
- OSM |
- WikiMap

| Ort                | Klosterbesitz ab Jahr | Bemerkung                                                        | Karte         | Territorium ab 1815 | Heutiger Ortsname   | Heutige Landgemeinde (S – Stadt oder Stadtteil) | Bundesland/ Woiwodschaft |
| ------------------ | --------------------- | ---------------------------------------------------------------- | ------------- | ------------------- | ------------------- | ----------------------------------------------- | ------------------------ |
| Altstadt           | 1234?                 | auch Ostritz-Altstadt                                            | 51.008 14.932 | Sachsen             | Altstadt            | Ostritz (S)                                     | Sachsen                  |
| Attendorf          | 1238                  |                                                                  | 51.227 14.807 | Preußen             | Attendorf           | Waldhufen                                       | Sachsen                  |
| Blumberg           | 1407                  | ab 1649 komplett im Klosterbesitz                                | 51.005 14.945 | Sachsen             | Bratków             | Bogatynia                                       | Niederschlesien          |
| Borda              | 1238                  |                                                                  | 51.153 14.77  | Preußen             | Borda               | Reichenbach/O.L. (S)                            | Sachsen                  |
| Dittelsdorf        | 1369                  | Teil Kloster Teil Zittau                                         | 50.953 14.873 | Sachsen             | Dittelsdorf         | Zittau (S)                                      | Sachsen                  |
| Grunau             | 1396                  |                                                                  | 51.018 14.955 | Sachsen             | Krzewina            | Bogatynia                                       | Niederschlesien          |
| Gurigk             | 1238                  |                                                                  | 51.165 14.75  | Preußen             | Gurigk              | Reichenbach/O.L. (S)                            | Sachsen                  |
| Jauernick          | 1242                  |                                                                  | 51.095 14.91  | Preußen             | Jauernick-Buschbach | Markersdorf                                     | Sachsen                  |
| Königshain         | 1280                  | ab 1346 komplett im Klosterbesitz                                | 50.98 14.95   | Sachsen             | Działoszyn          | Bogatynia                                       | Niederschlesien          |
| Markersdorf        | 1394                  | Klosteranteil nördlich des Weißen Schöps bis 1856                | 51.145 14.88  | Preußen             | Markersdorf         | Markersdorf                                     | Sachsen                  |
| Melaune            | 1238                  |                                                                  | 51.189 14.746 | Preußen             | Melaune             | Vierkirchen                                     | Sachsen                  |
| Meuselwitz         | 1238                  |                                                                  | 51.171 14.753 | Preußen             | Meuselwitz          | Reichenbach/O.L. (S)                            | Sachsen                  |
| Nieder Seifersdorf | 1238                  |                                                                  | 51.217 14.775 | Preußen             | Nieder Seifersdorf  | Waldhufen                                       | Sachsen                  |
| Oberseifersdorf    | 1267                  |                                                                  | 50.946 14.8   | Sachsen             | Oberseifersdorf     | Mittelherwigsdorf                               | Sachsen                  |
| Ödernitz           | 1238                  |                                                                  | 51.274 14.849 | Preußen             | Ödernitz            | Niesky (S)                                      | Sachsen                  |
| Ostritz            | 1234?                 |                                                                  | 51.015 14.932 | Sachsen             | Ostritz             | Ostritz (S)                                     | Sachsen                  |
| Prachenau          | 1238                  |                                                                  | 51.2 14.735   | Preußen             | Prachenau           | Vierkirchen                                     | Sachsen                  |
| Reichenau          | 1262                  | bis 1547 komplett im Klosterbesitz danach Teil Zittau            | 50.9 14.95    | Sachsen             | Bogatynia           | Bogatynia (S)                                   | Niederschlesien          |
| Rusdorf            | 1273                  | ab 1346 komplett im Klosterbesitz                                | 50.991 14.935 | Sachsen             | Posada              | Bogatynia                                       | Niederschlesien          |
| Schlegel           | 1287                  |                                                                  | 50.979 14.876 | Sachsen             | Schlegel            | Zittau (S)                                      | Sachsen                  |
| Schönfeld          | 1396                  | erst Teile; seit 1578 komplett und dauernd Klosterbesitz         | 51.008 14.967 | Sachsen             | Lutogniewice        | Bogatynia                                       | Niederschlesien          |
| Seitendorf         | 1303                  | ab 1507 komplett im Klosterbesitz; nach 1570 kleiner Teil Zittau | 50.946 14.939 | Sachsen             | Zatonie             | Bogatynia                                       | Niederschlesien          |
| St. Marienthal     | 1234                  |                                                                  | 50.998 14.925 | Sachsen             | St. Marienthal      | Ostritz (S)                                     | Sachsen                  |